# Лі Кейпс
Лі Кейпс (англ. Lee Capes, 3 жовтня 1961) — австралійська хокеїстка на траві.
Олімпійська чемпіонка 1988 року.